# Brzeski (województwo łódzkie)
Brzeski – wieś w Polsce położona w województwie łódzkim, w powiecie łaskim, w gminie Sędziejowice.
W latach 1975–1998 miejscowość administracyjnie należała do województwa sieradzkiego.
Wioska nad Grabią, która płynie tutaj w dwóch korytach, przy jednym z nich – młyn wodny. Nieopodal młyna w zamierzchłych czasach znajdowała się mała drewniana karczma o nazwie „Krzywda”, aktualnie na jej miejscu stoi dom rekreacyjny. Młyn i karczma należały do Wisławskich. Ocalał też zniekształcony przybudówkami dwór, którego ostatni właściciel nazywał się Szmeller. 
Miejscowość ta jest popularna w województwie łódzkim, gdyż w 2003 r. została tam wybudowana duża dyskoteka.